# Cedar Park
Cedar Park is een plaats (city) in de Amerikaanse staat Texas, en valt bestuurlijk gezien onder Travis County en Williamson County.

## Demografie
Bij de volkstelling in 2000 werd het aantal inwoners vastgesteld op 26.049.
In 2006 is het aantal inwoners door het United States Census Bureau geschat op 52.058, een stijging van 26009 (99,8%).

## Geografie
Volgens het United States Census Bureau beslaat de plaats een oppervlakte van
44,4 km², waarvan 44,0 km² land en 0,4 km² water.

## Plaatsen in de nabije omgeving
De onderstaande figuur toont nabijgelegen plaatsen in een straal van 12 km rond Cedar Park.